# Подолянка (Вознесенський район)
Подоля́нка — село в Україні, у Веселинівській селищній громаді Вознесенського району Миколаївської області. Населення становить 92 осіб. Колишній орган місцевого самоврядування — Миколаївська сільська рада.